# Phyllodoce parvula
Phyllodoce parvula är en ringmaskart som beskrevs av Gravier 1907. Phyllodoce parvula ingår i släktet Phyllodoce och familjen Phyllodocidae. Inga underarter finns listade i Catalogue of Life.